# Rosellinia anthostomoides
Rosellinia anthostomoides är en svampart som beskrevs av Berl. 1889. Rosellinia anthostomoides ingår i släktet Rosellinia och familjen kolkärnsvampar.   Inga underarter finns listade i Catalogue of Life.